# Kodavasal
Kodavasal è una suddivisione dell'India, classificata come town panchayat, di 13.247 abitanti, situata nel distretto di Tiruvarur, nello stato federato del Tamil Nadu. In base al numero di abitanti la città rientra nella classe IV (da 10.000 a 19.999 persone).

## Geografia fisica
La città è situata a 10° 52' 20 N e 79° 29' 10 E.

## Società

### Evoluzione demografica
Al censimento del 2001 la popolazione di Kodavasal assommava a 13.247 persone, delle quali 6.514 maschi e 6.733 femmine. I bambini di età inferiore o uguale ai sei anni assommavano a 1.364, dei quali 659 maschi e 705 femmine. Infine, coloro che erano in grado di saper almeno leggere e scrivere erano 9.508, dei quali 5.091 maschi e 4.417 femmine.